# Jaworówko
Jaworówko [pronunciación en polaco: /javɔˈrufkɔ/] es un pueblo ubicado en el distrito administrativo de Gmina Mieścisko, dentro del Distrito de Wągrowiec, Voivodato de Gran Polonia, en el oeste de Polonia central. Se encuentra aproximadamente a 6 kilómetros al sureste de Mieścisko, a 17 kilómetros al sureste de Wągrowiec, y a 46 kilómetros al noreste de la capital regional Poznan.